# (35962) 1999 LX9
1999 LX9 (asteroide 35962) é um asteroide da cintura principal. Possui uma excentricidade de 0.07158490 e uma inclinação de 8.82228º.
Este asteroide foi descoberto no dia 8 de junho de 1999 por LINEAR em Socorro.